# Thalia (periodico)
Thalia fu una rivista tedesca di storia, teatro, cultura, filosofia, letteratura e politica, fondata nel 1784 da Friedrich Schiller quando era poeta del Teatro nazionale di Mannheim. Prese il nome dalla musa Talia o da una delle tre Grazie della mitologia greca.
Dopo la chiusura nel 1791 a causa di una grave malattia di Schiller, il progetto della rivista riprese poi su iniziativa di Georg Joachim Göschen nel 1792-1793, col nome di Nuova Thalia (Neue Thalia).